# 田中正明 (実業家)
田中 正明 (たなか まさあき) は、日本の実業家。

## 人物
東京大学卒業後、三菱銀行入行。三菱東京UFJ銀行常務、三菱UFJフィナンシャルグループ副社長などを経て、2018年官民出資の産業革新投資機構社長兼CEOに就任。2018年、高額報酬や投資への関与を巡り経済産業省と対立し辞任。
2019年日本ペイントホールディングス会長、2020年から社長兼CEOを兼務。2021年退任。

## 略歴
- 1977年4月 - 三菱銀行 (現：三菱UFJ銀行)入行
- 2007年5月 - 三菱東京UFJ銀行常務執行役員　ユニオン・バンク・オブ・カリフォルニア頭取兼最高経営責任者
- 2010年6月 - 三菱東京UFJ銀行常務執行役員　米州本部長
- 2011年5月 - 三菱東京UFJ銀行常務執行役員　米州総代表　モルガン・スタンレー証券取締役兼任
- 2012年5月 - 三菱UFJフィナンシャル・グループ取締役副社長
- 2015年6月 - 三菱東京UFJ銀行特別顧問
- 2016年9月 - PwCインターナショナルシニアグローバルアドバイザー
- 2017年2月 - 金融庁参与
- 2018年2月 - マネーフォワード社外取締役
- 2018年9月 - 産業革新投資機構代表取締役社長兼CEO
- 2019年3月 - 日本ペイントホールディングス代表取締役会長
- 2020年1月 - 日本ペイントホールディングス代表取締役会長兼社長兼CEO
- 2020年3月 - 日本ペイントホールディングス取締役会長兼代表執行役社長兼CEO
- 2021年4月 - 日本ペイントホールディングス顧問